# Ajuar

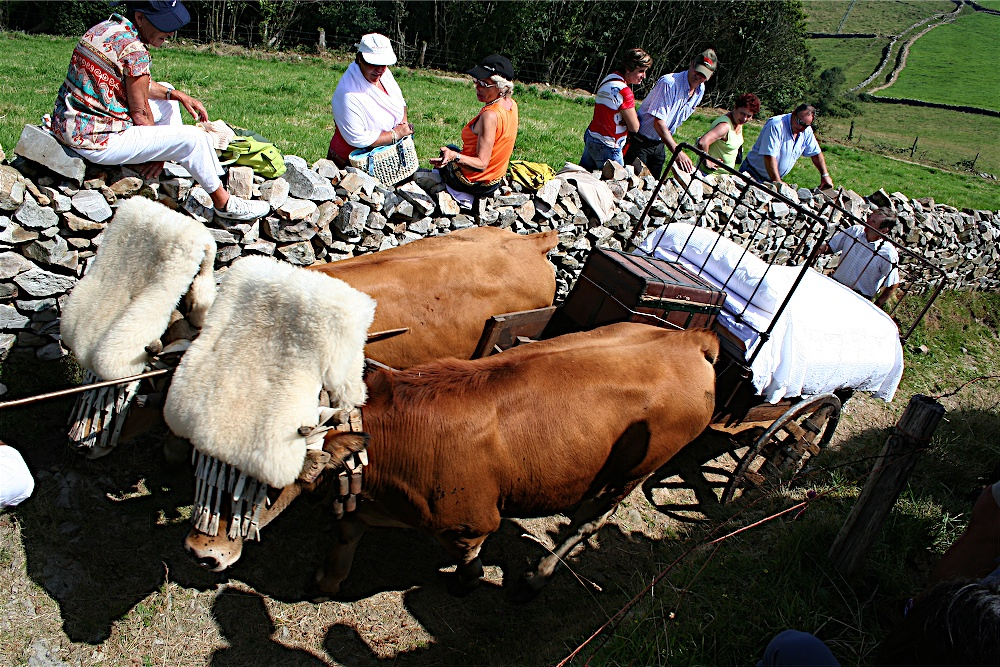
Transportando el ajuar en una boda vaqueira (Asturias).

El ajuar es el conjunto de bienes (mobiliario, ropa, etc.) que conforman un hogar. Tradicionalmente, era la familia de la esposa la que aportaba el ajuar al matrimonio, siendo responsabilidad de la madre ir preparando el ajuar de sus hijas antes de su boda y de acuerdo con su posición económica. Era preceptivo que la confección y especialmente el bordado de determinadas prendas (manteles, sábanas...) fuesen obra de la novia.

## Ajuar y rito
Capítulo importante en los museos de Etnografía y Arqueología, antropólogos y etnólogos diferencian al menos tres tipos de ajuar ritual:
- ajuar de niño (asociado al nacimiento).
- ajuar de novia (asociado al matrimonio).[5]
- ajuar funerario o de enterramiento (asociado a la muerte).[6]

En Occidente, en el marco de la sociedad de consumo metropolitana, prácticamente ha desaparecido. No obstante, durante siglos, el ajuar de la novia tuvo como receptáculo casi sagrado el arca de novia, también llamada "baúl o arcón nupcial", "arca de ajuar" o "arcón de boda o de esponsales". Recibían tales títulos porque solían enviarse por el esposo a su prometida en la víspera de la boda. Por sus figuras en relieve, su marquetería y pinturas, destacan los venecianos y florentinos del Renacimiento.